# ترکمن‌های افغانستان
ترکمن‌های افغانستان گروهی از ترکمن‌ها هستند که بسیاری در شمال، شمال‌غربی، و به‌طور دقیق در پنج ولایت افغانستان زندگی می‌کنند. ترکمن‌ها مسلمان و پیرو مذهب سنی حنفی هستند. این ملیت با وجودی که امپراطوری‌های بیشماری را گذرانده‌اند ولی عمدتاً تا اوایل قرن بیستم کوچ‌نشین در آسیای مرکزی بودند. پس از آن به مرور زمان ده‌نشین و شهرنشین شدند. آن‌های که در افغانستان زندگی می‌کنند ولی هنوز فرهنگ و زبان اصیل خود را حفظ کرده‌اند. ترکمن‌های کنونی افغانستان از عهد قدیم در صحراهای وسیع بخش اطراف رود سیردریا و بین دریاچهٔ خوارزم طور عائله‌ای و قبیله‌ای زندگی داشتند. این ملیت زمانی کشوری را به نام مرو داشتند؛ که وسعت بیشتر از ترکمنستان امروزی داشت. اکثریت ترکمن‌ها در ولایت های ، جوزجان، فاریاب، قندز و بلخ از مدت زیاد به این‌سو زندگی می‌کنند، و عدهٔ محدودی از ترکمن‌های افغانستان در زمان حکومت بلشویک‌ها، که اکثراً مبارزین آزادی‌طلب ترکمنستان بودند، به ولایات شمالی افغانستان مهاجرت نموده در آنجا سکونت گزیدند. ترکمن‌ها بزرگان خود را خان‌بای یا باشی می‌گویند.

## زبان
زبان ترکمنی از جمله زبان‌های آلتایی ترکی‌تبار از شاخهٔ اغوز غربی است که ترکمن‌های افغانستان و سایر ترکمن‌ها به آن سخن می‌گویند و زبان دوم آنها فارسی است.

## نفوس
جمعیت دقیق ترکمن‌های افغانستان نامشخص است. در بعضی منابع نوشته شده‌است که جوانان ترکمن بیشترین تلفات را در جنگ‌های داخلی شمال داشته‌اند. ترکمن‌ها به تناسب ازبک‌ها طی سال‌های جنگ تا حدودی از گزند جنگ دور مانده‌است؛ ترکمن‌ها مستقیماً در جنگ‌های داخلی سی و هفت سالهٔ افغانستان اشتراک نکرده‌اند، بلکه به‌واسطهٔ دولت‌های پیشین و موجوده، قوماندان تنظیمی، جنبش ملی امثال آن بزور به جنگ برده شده تلف شده‌اند. اعضای خانواده‌های قربانی پس از مرگ مرحوم از هیچ نوع کمک دولتی و غیردولتی برخورد دار نشده توسط آشنایان نزدیک اعاشه و اباطه گردیده‌است.

## وجه تسمیه
واژه‌های ترکمن و ترکمان در گذشته به تمامی قبایل ترک‌های اغوز به‌ویژه طایفه‌های کوچ‌نشین و مسلمان گفته می‌شد که این معنا اعم از کاربرد قوم ترکمن امروزین است. به این معنا که ترکمن‌های کنونی شاخه‌ای از ترکمن‌ها در نوشته‌های قدیمی فارسی هستند. در گذشته ترکمن نام عمومی بسیاری از اقوام ترک‌تبار به ویژه اقوام اغوز مسلمان کوچ‌نشین بود و نه صرفاً قومی که امروزه ترکمن نامیده می‌شود و شامل طوایفی است که در شرق دریای خزر از رود جیحون تا شمال خراسان و رود گرگان سکونت داشته‌اند.
همین‌طور در حال حاضر گروه‌های ترک‌تبار در عراق و سوریه به ترکمن معروفند که ارتباط نزدیکی با ترکمن‌های ساکن منطقهٔ میان‌رود جیحون و گرگان‌رود ندارند و از نظر تاریخی، زبانی و فرهنگی بیشتر به آذربایجانی و آناتولی شباهت دارند. این نام نخست با تلفظ «تو کو مونگ در دانشنامهٔ چینی» سدهٔ هشتم میلادی (تونگ تین فصل ۱۹۳). به قول تونگ تین، واژهٔ توکومنگ نام دیگری است که به کشور سوک تاک یعنی کشور آلانان گفته شده و اینان در آغاز تاریخ میلادی در مشرق تا مسیر سفلای سیردریا مستقر بودند که همین‌جا در قرن چهارم ه‍.ق (دهم میلادی) مقر اصلی اغزان گردیده بود. در کتب جغرافیایی عرب، ترکمان (الترکمان یا الترکمانیون) فقط توسط مقدسی در شرح چند شهر واقع در شمال و شمال غربی «اربیجاب» یا «سیرام» -که موقعیت آن درست معلوم نیست- آمده در باب اصل واژهٔ ترکمان در قرن پنجم به درستی معلوم نیست که آن را از ترکیب فارسی «ترک مانند» گرفته‌باشند.
نام ترکمن از قرن پنجم هجری (یازدهم میلادی) نخست به شکل جمع فارسی «ترکمانان» توسط نویسندگان افغانی مانند گردیزی و ابوالفضل بیهقی استعمال شده و به همان معنی اغوز در ترکی و غز در زبان فارسی‌دری به کار رفته‌است.

## دین و مذاهب ترکمن‌ها در درازای تاریخ
پیش از اوغوز خان دین و مذهب ترکمن‌ها الهه‌پرستی، آتش‌پرستی، شمنیسم (پرستش الهه‌ها و رب‌النوع‌های مختلف همچو آفتاب، مهتاب، آسمان، ستاره‌ها، گرگ و غیره بود) و قسماًً به‌شکل پنهانی یکتاپرست بودند، ولی با ظهور اوغوز خان یکتاپرستی رشد یافت و اکثریت یکتاپرست شدند؛ و فعلاً تقریباً تمامی ترکمن‌های جهان مسلمان هستند.

## ساحات زیست
۴۰ درصد ترکمن‌های مقیم افغانستان از قوم ارساری و ۳۰ درصد از این قوم را ایشان ها تشکیل می‌دهند و مابقی را سلجوقی و دیگر شاخه ها در ترکمن های افغانستان تشکیل می‌دهند. طایفه ایشان از شاخه ای بزرگ ترکمنها میباشد که یکی از بزرگ‌ترین اشخاص ترکمن ها [مختوم قلی ایشان] از این طایفه هستند (یکی از اسطوره‌های تاریخی ترکمن) می‌باشد.
قرقین‌ها یکی از طایفه‌های بزرگ ترکمن هستند، که نسب شان از قرقین پسر یلدز خان پسر اوغوز خان گرفته شده‌است. اهالی قرقین در ولسوالی اندخوی، اطراف شبرغان زندگی کردند. عدهٔ محدودی از ترکمن‌های خلجی در ولایت قندوز زندگی کردن، که در تاریخ از آن‌ها به نام خلجی یاد شده‌است، ولی آن‌ها بنابر دلایل نامعلوم خود را (ایلچ) می‌نامند. در مناطق بادغیس و هرات و ولسوالی شاخ ولایت فاریاب تکه ترکمن‌ها زندگی می‌کنند. در ولسوالی شورتیپه، طایفه‌های از ترکمن زندگی می‌کنند، که در اصل بقایای حکومت‌های شآرتیپه‌ها هستند؛ که در تاریخ از آن‌ها نام برده شده‌است.
در مناطق موری چاق، بالا مرغاب، بادغیس و هرات افغانستان، طایفه‌های ساریق‌ها، تکه ترکمن‌ها، علیاولی‌ها و چوودرها اکثریت‌اند. سالورها (اولاده‌های سلجوقیان) -اکثراً در شبرغان و آقچه و اندکی هم در قندز زندگی دارند.
ارساری‌ها و ایشان ها در متباقی ولایات کشور، همچو ولایت بلخ، ولایت فاریاب، کندز و جوزجان اکثریت‌اند.

## نه قبیله اغوز
در نوشته‌های قرن هشتم اورخون هم از این قوم به نام تغز اوغوز (نُه اوغز) یاد شده‌است، بنابراین اغوز به نه قبیله مانند: اغوز، اویرات، آرلاد، جلایر، تاتار، قنقرات، قیات، کرائیت و مغول تقسیم شده‌است.

## فرهنگ

### بزکشی
بزکشی یکی از ورزش‌های فرهنگی ترکمن‌ها می‌باشد که در زبان ترکمنی به نام اوغلق یاد می‌گردد. متباقی مسائل عمل و عکس‌العمل‌ها در بازی بزکشی، عیناً مانند دیگر اتباع افغانستان است. معمولاً بزکشی در روزهای خوشی، مراسم عروسی روزهای تاریخی اجرا می‌شود.

### مراسم سوگواری
مرده داری و سوگواری ترکمن‌ها، در افغانستان همانند سایر اقوام ساکن در کشور است و فرق فاحشی ندارد. فقط یگانه مسلهٔ که نسبت بدیگران، متفاوت تر است، اینست که ترکمن‌ها در سه شب اول سوگواری، حتمی و حتمی غذا را در خانه خود پخته سپس با غذای پخته شده به منزل عزادار می‌روند و آن‌ها را در این سه شب تنها نمی‌گذارند، که توجه و جدیت بر این مسله را با مرور زمان در دیگر اقوام کمتر دیده می‌شود.

### موسیقی ترکمنی
در فرهنگ ترکمنی سه آلهٔ موسیقی :(دوتار، نای، دایره و غیجک) از جمله اساسی‌ترین و کهن‌ترین آلات موسیقی می‌باشد. ترکمن‌ها این آلات موسیقی را در هنر موسیقی خود از دیر زمان‌ها استفاده کرده‌اند و می‌کنند. موسیقی کلاسیک و کهن ترکمن فاقد آلات موسیقی ضربی بوده، و امروز با گذشت زمان و همنوا با رشد موسیقی عصر و زمان آلات موسیقی ضربی نیز در آهنگ‌های ترکمنی شنیده می‌شود، با آنهم ترکمن‌ها شنیدن آهنگ‌های کلاسیک خود را، که در آن از آلات ضربی موسیقی استفاده نشده، بیشتر ترجیع می‌دهند. آهنگ‌های کلاسیک ترکمنی بیشتر بر اساس داستان‌های قدیمی ترکمنی توسط شاعران تصنیف گردیده، و توسط هنرمندان که در ترکمنی به نام (بخشی) یاد می‌گردند، کامپوز و اجرا گردیده و می‌گردد.

### غذاهای مخصوص ترکمنی
اساسی‌ترین غذای ملی ترکمن‌ها اشلکلی نام دارد.
پلو ترکمنی از قابلی ازبکی متفاوت تر است، پلو ترکمنی اکثراً بدون زردک (سبزی) و کشمش پخته شده و در صورت داشتن امکانات مالی به‌طور حتمی با روغن کنجد، و گوشت که اکثراً به‌شکل قیمهٔ به اندازه خردتر از چهار مغز می‌باشد یکجا می‌پزند.
آسمه چوربا -شوربای یخنی ترکمنی یک نوع غذا در بین ترکمن‌ها در خیرات‌ها مروج است به نام (دوغره مه)، که طرز پختن آن چنین است: پارچه‌های بزرگ گوشت را با پیاز، آب و نمک جوش می‌دهند، و بعد از خوب نرم شدن گوشت، آن را به‌وسیلهٔٔ پنجه یا دست تار-تار نموده و با پیاز خام خرد شده به شکل حلقه -حلقه و توته‌های نه بزرگتر از ۱، ۵×۱، ۵ سانتی‌متر نان که به‌شکل ایستاده که نام قدیمی آن (فیتیر) است مخلوط می‌کنند، و هر مهمان مکلف است که بعد از ورود به محل خیرات و دست شستن، نخست با انتخاب کاسهٔ مورد نظر اش، ازین مخلوط بخود بگیرد بعداً به آشپز دیگ شوربای یخنی خالص در مورد کم یا زیاد شدن یخنی شوربا در کاسه اش نظر بدهد. ترکمن‌ها بدینوسیله از سوء استفادهٔ اراکین در گوشت خوردن متفاوت تر جلوگیری، و غذا را برای همه یکسان می‌سازند.
غذای دیگر مورد علاقهٔ ترکمن‌ها، گوسفند تنوری به سبک چوپانی است.
ترکمن‌ها به چای سبز علاقه شدید دارند. کمتر اتفاق می‌افتد، که ترکمن را در حال نوشیدن چای سیاه ببینید. ترکمن‌ها به خوردن خربوزه علاقه شدید داشته معمولاً به کشت انواع مختلف خربوزه‌های که مورد پسند شان است می‌پردازند.
اکثر محلات ترکمن‌نشین ولسوالی آقچه، بهترین خربوزه‌ها را به مارکیت کشور عرضه می‌کنند.
دوغ شتر یکی از نوشابه خوب ترکمن‌ها است. در این اواخر نسبت نبودن شترها، تقریباً دیده نمی‌شود. این دوغ را در ترکمنی به نام (دویه چال) یاد می‌شود.
شوربای به نام (دوغره مه) نیز از پخت خانم‌های ترکمنی می‌باشد. دوغره مهٔ اصلی از نان فیتیر آماده می‌گردد؛ ولی می‌توان از نان خشک که چوریک نامیده می‌شود، آماده گردد.

### نامزدی ترکمن‌ها
نامزدی ترکمن‌ها، به‌طور حتمی بعد از پا در میانی ریش سفیدان و والدین دو نوجوان ازدواج‌کننده صورت پذیرفته و بر علاوهٔ مهر، تمامی مصارف عروسی و جهیز قبل از قبل بررسی و به تأیید پدر داماد گذاشته می‌شود، اگر مقدار اجناس فرمایش شده و مبلغ بیحد زیاد باشد، در آن صورت همین ریش سفیدان و متنفذین در کم کردن آن و قناعت دادن پدر عروس می‌کوشند. در ایام نامزدی ولو اگر عقد نکاح صورت گرفته باشد، داماد نه تنها که حق ملاقات با عروس را ندارد، بلکه حق گذر از منطقه یا کوچهٔ عروس را ندارد، و اگر چنین کرد، از طرف فامیل عروس مورد سرزنش جدی قرار می‌گیرد. بعد از ادای مهر و تمام اموال و مواشی تأیید شده توسط موسفیدان و متنفذین توسط والد یا کفیل داماد، پدر داماد مکلف است که وقت و ساعت ازدواج را به خواست عروس خیل‌ها قبول و خود را به آن عیار بسازد. بعد از قبولی وقت مراسم عروسی از طرف کفیلان عروس، پدر داماد مجبور و مکلف است، دعوت مفصلی را برای کسانی‌که در ایام و ماه‌های نزدیک اقارب شان فوت کرده‌است با شمولیت موسفیدان و متنفذین داده پس از انجام دعایه بروح متوفی شان از آن‌ها اجازهٔ مراسم خوشی خود را اخذ بدارند. در ضمن یکی از شب‌های بعدی را به نام گنگاش (مصلحت)، که در زبان دری بمعنی جرگه یا جلسه است تعین کند، در شب گنگاش باز هم اقربا، متنفذین و چند تن از اقرباء نزدیک عروس دعوت شده، و کفیل داماد در مورد حجم غذای آماده شونده حاضرین را مطلع می‌سازد، و حاضرین نظر به آن سهمیهٔ هر گذر و منطقه و شهر را ارزیابی، و لست‌گیری دعوت شونده گان آغاز می‌گردد. در روز عروسی داماد ترکمن اکثراً حق ندارد، که برای تسلیم شدن عروس به درب والدین عروس برود، بلکه باید در خانه منتظر بنشیند. همینکه زنان داماد خیل می‌خواهند بخاطر حضور در مراسم قبول کردن عروس داخل منزل عروس خیل شوند، از طرف زنان عروس خیل با پاش دادن آرد خوراکی گندم به سر و صورت شان استقبال می‌گردند، که این موضوع را برای پر روزی شدن و نیک قدم شدن عروس در منزل داماد (بخت اش) تعبیر می‌کنند. عروس را در یک نمد پیچانده شده تا نزد شتری که باید او را حمل کند برداشته می‌برند، و در مسند گاه مخصوص که در بالای شتر از قبل به‌شکل شاهانه آماده شده می‌نشانند، در این هنگام عروس بغیر از لباس برتن داشته اش، باید چندین قبا و روپوش دیگر و زیورات مخصوص را، بپوشد و حجاب کامل داشته باشد. بمحض برداشتن چند قدم از منزل عروس به طرف کوچه، از چهار دور و بر محله، اطفال و نوجوانان قافلهٔ عظیم داماد خیلان را باید به کلوخ پرانی می‌گیرند، این کلوخ پرانی آنقدر جدی نبوده و اندازهٔ کلوخ‌ها اکثراً کوچکتر از آن است، که کسی را شدیداً افگار نماید. داماد در نیمه شب‌ها بعد از اشتراک در محفل خوشی و پایکوبی حق داخل شدن به حجلهٔ عروسی اش را در شب زفاف دارد. عروس ترکمن‌ها هیچگاه نباید، نام اصلی شوهر اش را در حین خطاب کردن بزبان گیرد، و تا زمان تولد فرزندش، شوهراش را به نام (برادر کلان یا خرد داماد) خطاب می‌کند و بعد از تولد فرزندش، شوهرش و فرزندش را بیک نام که به فرزندش داده‌اند، با کمی تفاوت لهجه وی یا اشارات متغیر خطاب می‌کند مثلاً پدر دستگیر، و این رسم و عنعنه تا آخر عمر در بین ترکمنهای اصیل باقی می‌ماند. همچنان عروس حق ندارد، تا تولد شدن دو سه فرزندش، به آواز به خشو و خسر اش سلام بدهد یا بدون تأکید و اجازهٔ آن‌ها هم‌صحبت شود، بلکه تا ایام یاد شده سلام خود را با خم شدن سر یا بدن ادا می‌کند.

### مشغولیت
شغل اصلی و کهن ترکمن‌ها مالداری، زراعت و تجارت می‌باشد. شغل زنان معاصر قشر زن قالین بافی و نمد بافی است، تعداد بسیار محدود مصروف گلیم بافی می‌باشند، زیرا گلیم بافی را به زن‌های ملیت ازبیک آموزش داده‌اند.
فعلاً در ولسوالی اندخوی بزرگ‌ترین رمه‌های گوسفند، که در سطح افغانستان بی‌نظیر است، مربوط ترکمن هاست. ترکمن‌ها در صنایع زیورات نقره انواع چپن‌ها و کلاه شهرت دارند.

### صنایع
زیورات مشخص و مربوط خانم‌ها و دوشیزه گان ترکمن را، که اکثر از نقره می‌باشد، تنها و تنها زرگران ترکمن می‌توانند بسازند. قشر زن ترکمن‌ها زیورات نقره را نسبت به طلا ترجیح می‌دهند و بیشتر علاقه‌مند به زیورات نقره هستند.
زیورات زنانهٔ ترکمن‌ها، در اصل همان آلات جنگی زن‌های ترکمن است، که امروز به شکل زیور و به اندازهٔ کوچکتر از اندازهٔ اصلی آن آلات و افزار جنگی، ساخته می‌شود.
کلاهی بلند سفید پشمی به نام (توققی) توسط دوشیزه گان و خانمان ترکمن استفاده می‌شود که اکثراً از پشم شتر بافته شده و نظر به نوعیت تار استفاده شده در آن، از ۱۰ دالر الی ۵۰ دالر ارزش دارد.
کلاه‌های قره قولی، به نام (سوم من) است. چپن‌های گرم در مجموع به نام (دون)، و چپن نازک بهاری به نام (یگتای) یاد می‌شود، و چپنی که از پشم شتر بافته می‌شود، به نام (چکمن) یاد می‌شود که، دیگر ملیتک‌ها نیز آن را بدون تغیر به همان نام ترکمنی اش یاد می‌کنند، و وقتیکه چکمن نازک و حرفه‌ای بافته شده باشد، آن را به نام ترکمنی (قاقمه) یاد می‌کنند.
در اوایل صنعت بافتن تمامی چپن‌ها مختص به ترکمن‌ها بود، ولی حالا اکثر مردمان دیگر سمت شمال نیز به این صنعت دست یافته‌اند، و آن را مربوط به خود می‌دانند، با آنهم بهترین چپن قاقمه را ترکمن‌ها می‌بافند.
چپن قاقمهٔ ترکمن، تنها و تنها از پشم شتر بافته شده، و رنگ سفید مایل بزردی دارد، و کاملاً سفید نیست، و این چپن در بین ترکمن‌ها همانند خود شتر اقدسیت دارد؛ و چپن شتری رنگ، در حقیقت همان قاقمهٔ ترکمنیست، که تکهٔ آن اکثراً از پشم شتر بافته می‌شود نام این چپن (دویه چکمن) است.
در اصل چپن غروی سفید مربوط صنعت قرقیزها و قزاق‌های افغانستان بود، که بعداً تمامی چپن دوزان از آن‌ها آموختند و تقلید کردن چپن سبز کرزی، مربوط منغت‌ها و دیگر طایفه‌های ترکمن هستند، که در افغانستان آن‌ها خود را ازبیک قطغنی می‌دانند، و طوایف بزرگ آن‌ها در آسیایی میانه از اصالت ترکمنی خود باخبراند. نام چپن ماشی نازک خط دار خورد، که در تن کرزی است، (یاشیل دون)